# Бреннеро
Бреннер (Бреннеро, нем. Brenner, итал. Brennero) — коммуна в Италии, располагается в регионе Трентино — Альто-Адидже, подчиняется административному центру Больцано. Она расположена на перевале Бреннер.
Население составляет 2072 человека (2001), плотность населения составляет 18 чел./км². Занимает площадь 114 км². Почтовый индекс — 39041. Телефонный код — 0472.
Покровителем коммуны почитается святой Валентин Интерамнский, празднование 14 февраля.

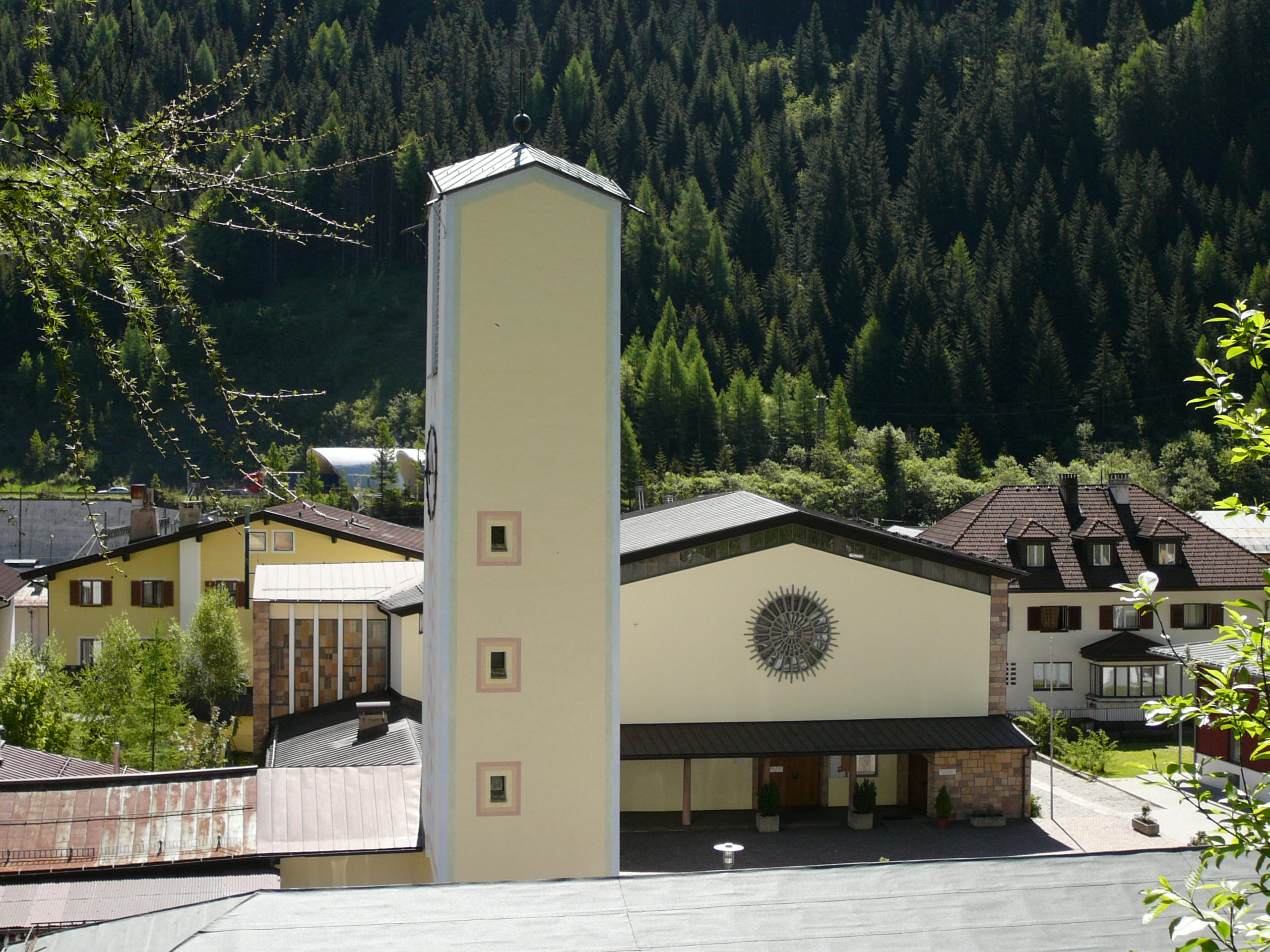
Церковь св. Марии на перевале
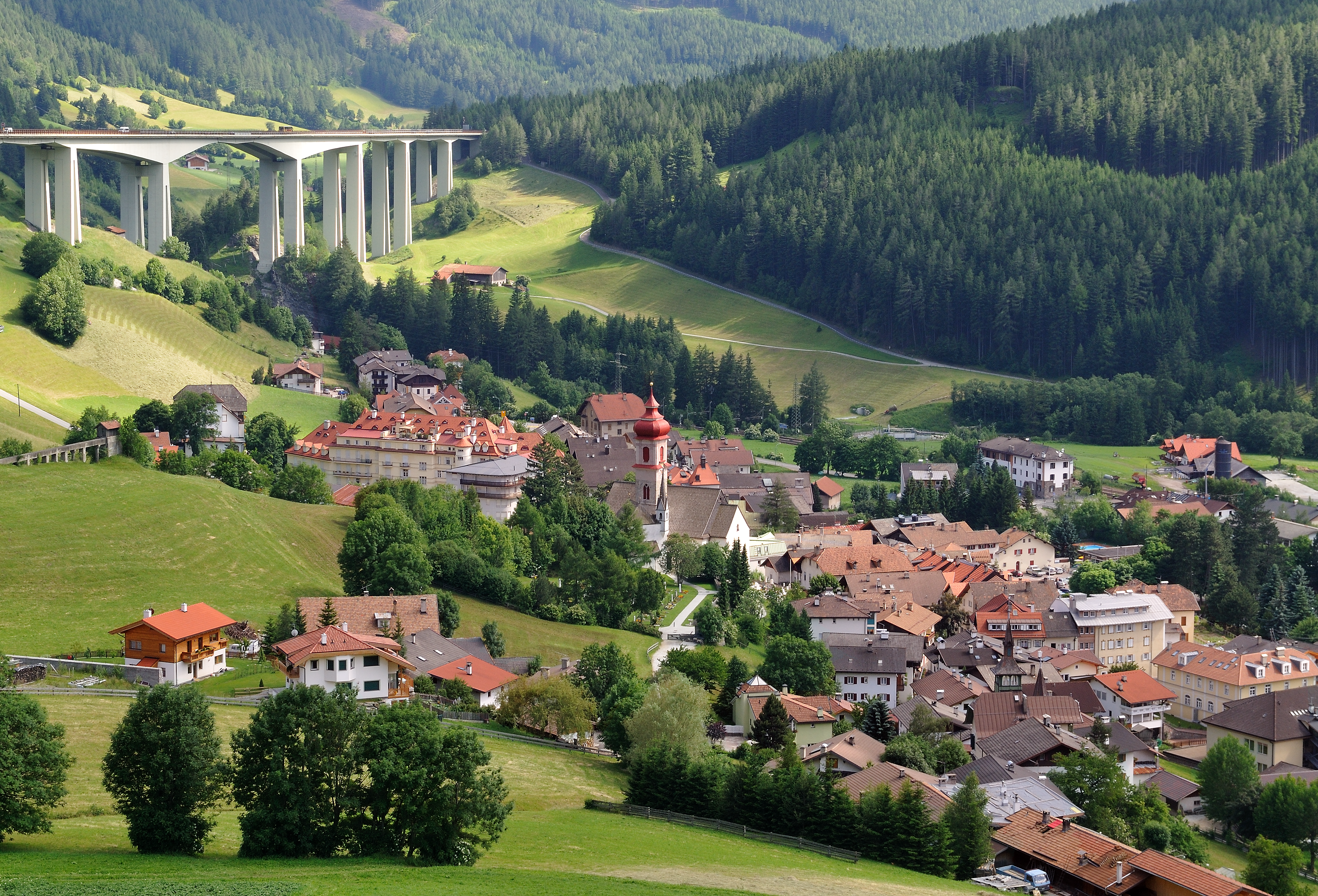
Госсенсасс — самый большой посёлок коммуны
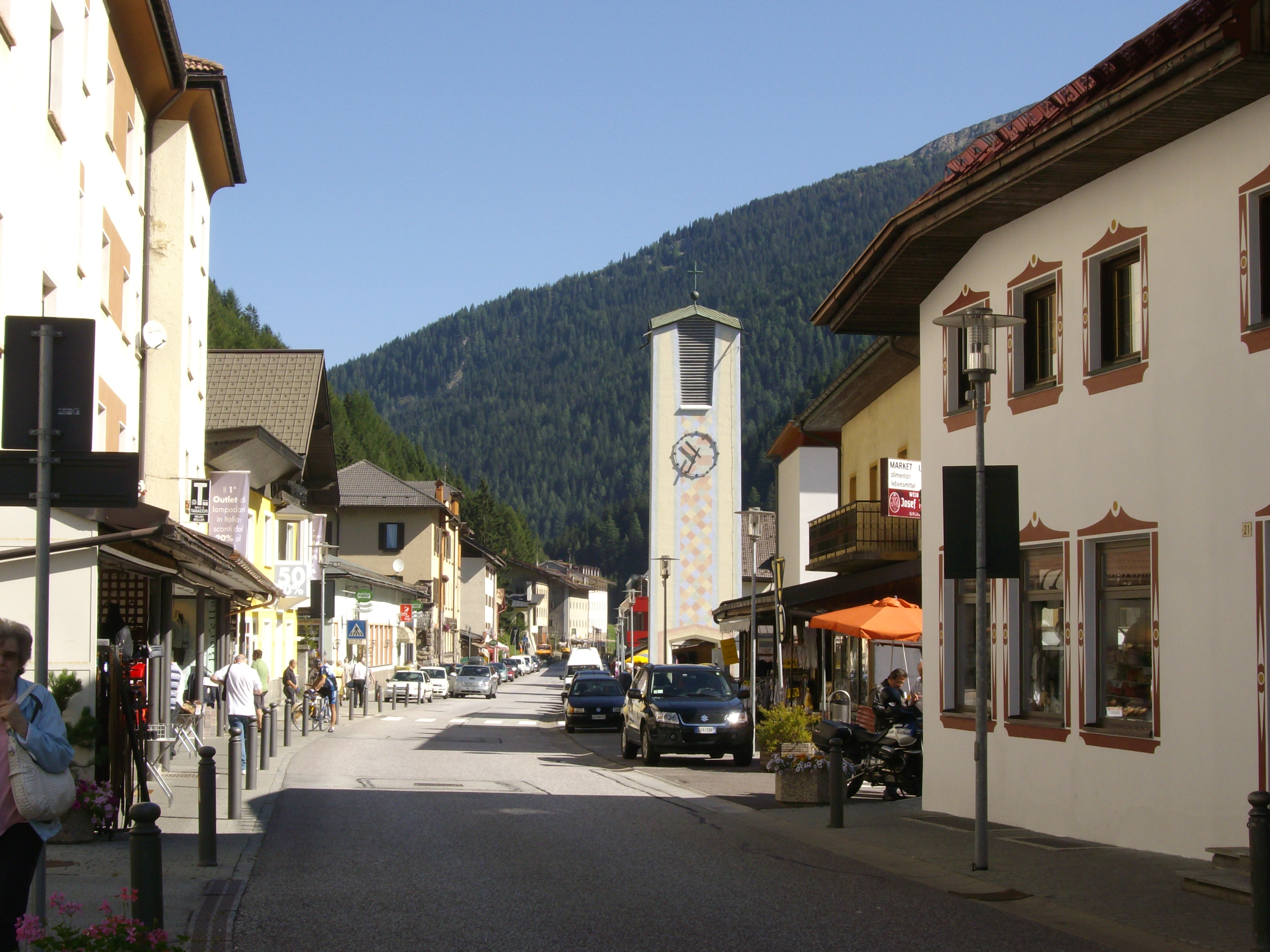
Центральная улица
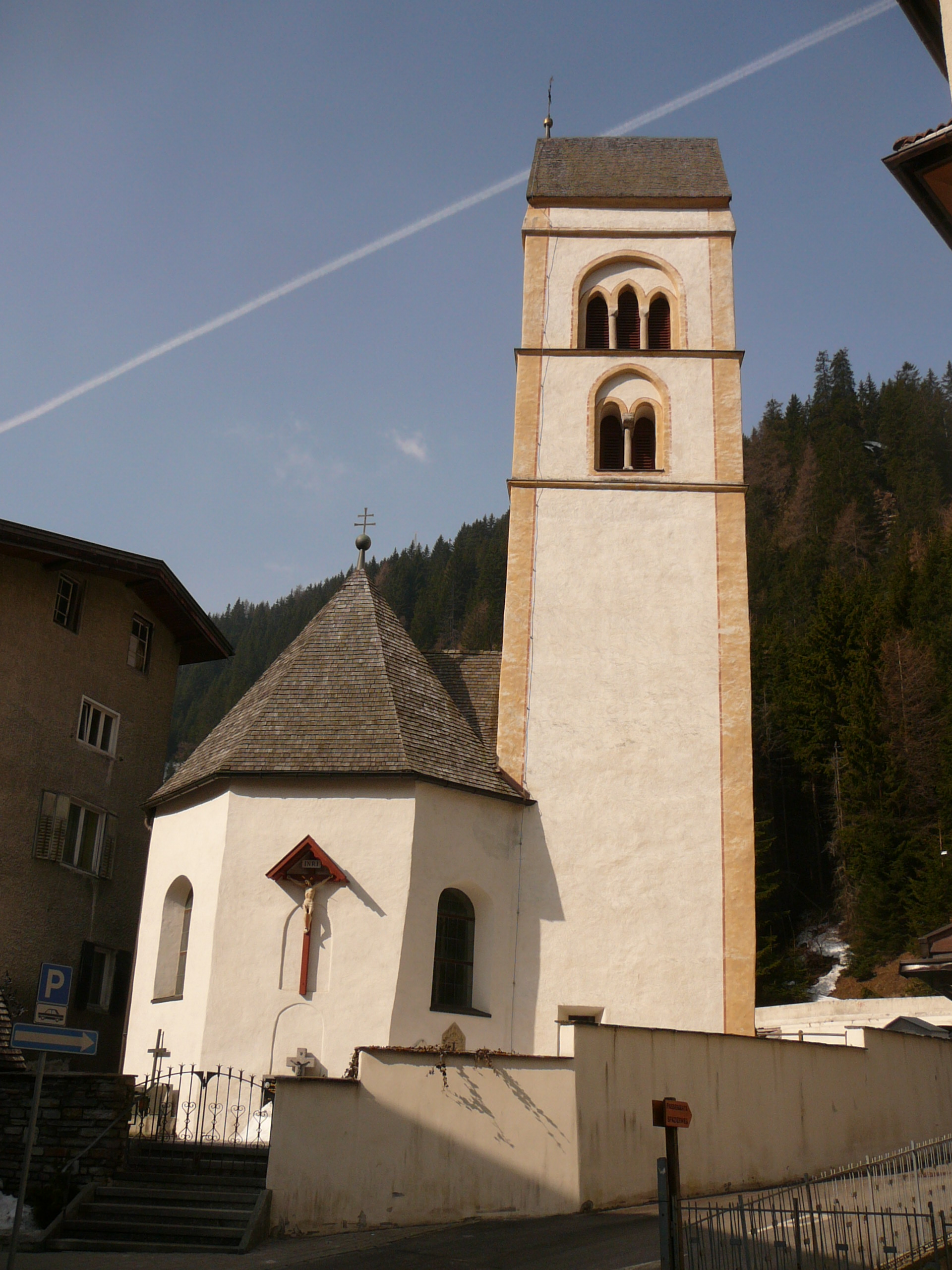
Старый храм святого Валентина
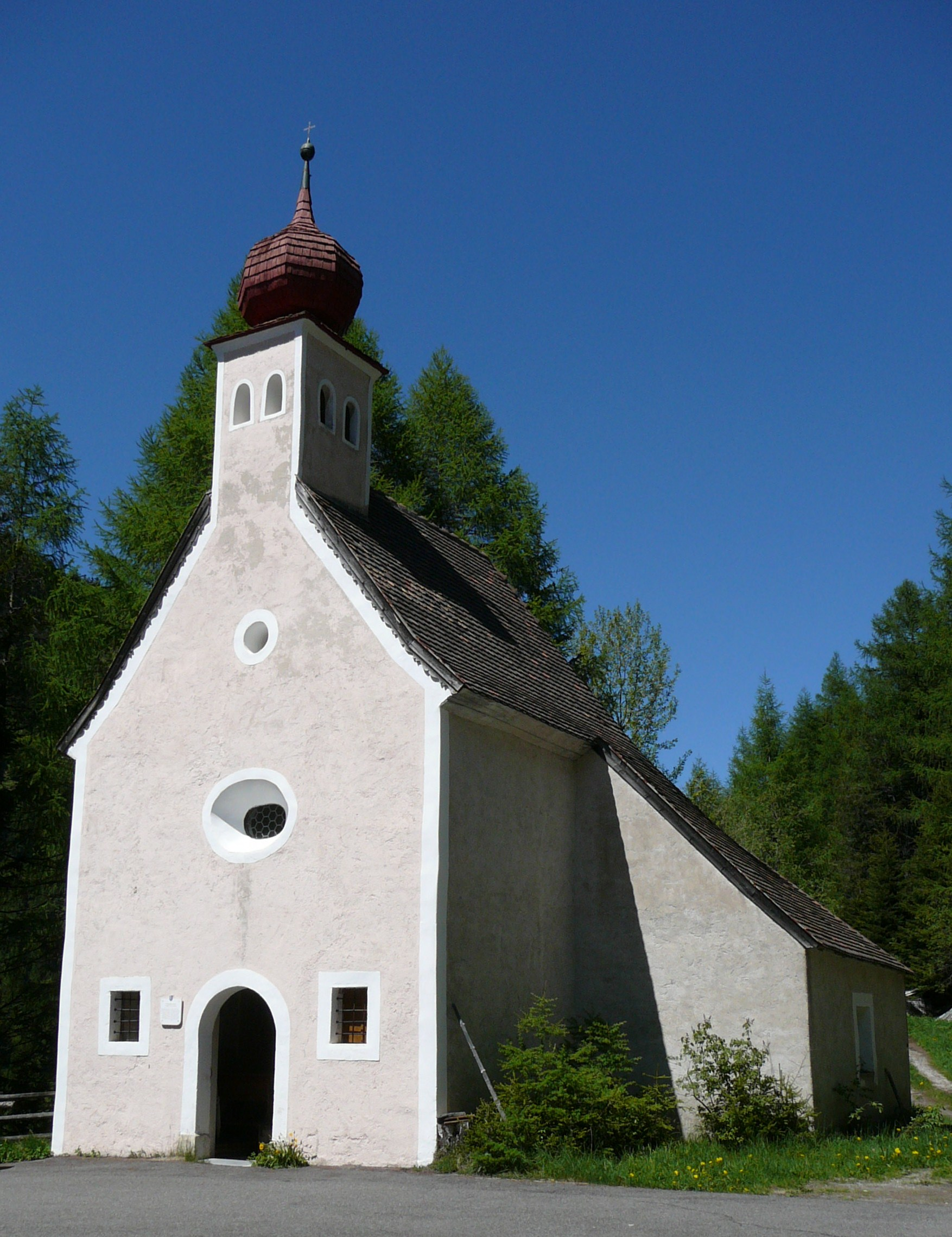
La cappella del Lupo (Wolfenkapelle)
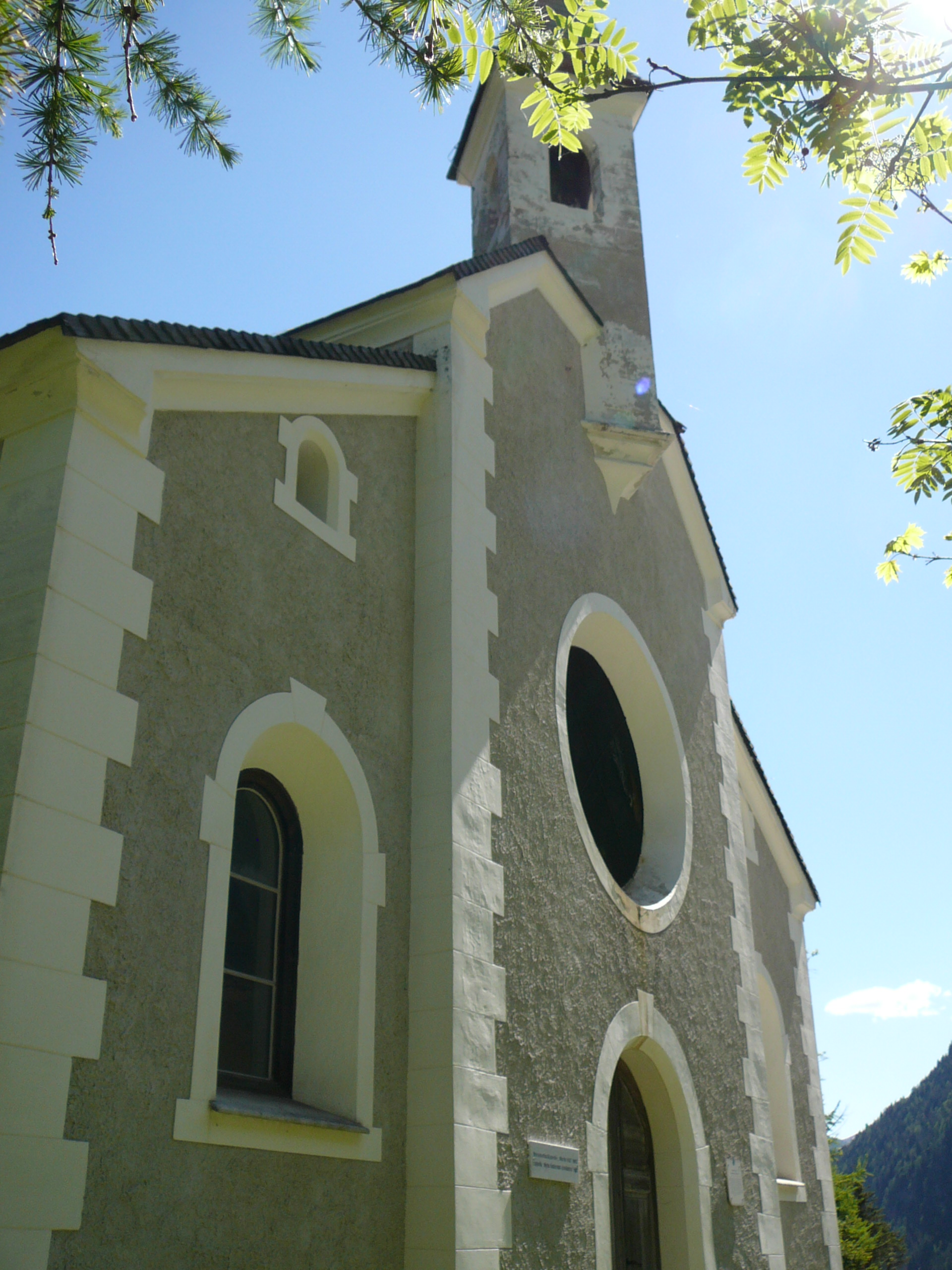
Cappella Maria Hilf di Terme di Brennero